# Trimeresurus strigatus
Trimeresurus strigatus este o specie de șerpi din genul Trimeresurus, familia Viperidae, descrisă de Samuel Frederick Gray în anul 1842. Conform Catalogue of Life specia Trimeresurus strigatus nu are subspecii cunoscute.